# Anna Maria de Sayn-Wittgenstein-Homburg
Anna Maria de Sayn-Wittgenstein-Homburg   (c. 1611 - 14 d'abril de 1656) va ser una noble alemanya, comtessa de Sayn-Wittgenstein. Nascuda a Tussen entre 1611 i 1616, era filla de Guillem II i d'Anna Otília de Nassau-Weilburg. Es va casar el 22 de febrer de 1634 amb Ernest Casimir de Nassau-Weilburg, fill dels comtes de Nassau-Weilburg.
Del seu matrimoni va tenir sis fills:
- Guillem Lluís (1634-1636)
- Maria Elionor (1636-1678)
- Un fill nascut mort el 1637.
- Casimir (1638-1639)
- Frederic (1640-1675), comte de Nassau-Weilburg.
- Anna (1641)

A la mort del seu marit el 1655, Anna Maria va esdevenir regent durant la minoria d'edat del seu fill, fins a la seva mort, succeïda a Weilburg el 24 d'abril de 1656. Va ser enterrada a l'església del castell de Weilburg.